# Plectrogenium nanum
Plectrogenium nanum är en fiskart som beskrevs av Gilbert, 1905. Plectrogenium nanum ingår i släktet Plectrogenium och familjen Plectrogeniidae. IUCN kategoriserar arten globalt som livskraftig. Inga underarter finns listade i Catalogue of Life.